# Hans Reese
Hans Reese (Kiel, 17 settembre 1891 – Madison, 23 giugno 1973) è stato un calciatore tedesco, di ruolo difensore.